# Kurtziella antiochroa
La especie de caracol marino Kurtziella antiochroa, originalmente descrita como Mangelia antiochroa, es una especie de gasterópodo marino de la familia Mangeliidae.1 Puede encontrarse enterrada en la arena.2

## Clasificación y descripción
Concha con pocas costillas axiales bajas, algunas de ellas más anchas que sobresalen del resto de las costillas. Abertura elongada. Protoconcha de tres vueltas, la última con una escultura finamente reticulada. Puede llegar a medir hasta 9 mm de largo.2

## Distribución
La especie Kurtziella antiochroa se distribuye desde el golfo de California, en México hasta La Libertad, en Ecuador.2

## Hábitat
Habita en fondos marinos rocosos y arenosos.3

## Estado de Conservación
Hasta el momento en México no se encuentra en ninguna categoría de protección, ni en la Lista Roja de la IUCN (International Union for Conservation of Nature) ni en CITES (Convención sobre el Comercio Internacional de Especies Amenazadas de Fauna y Flora Silvestres).